# Lindiwe Sisulu
Lindiwe Sisulu (Johannesburg, 10 mei 1954) is een Zuid-Afrikaanse politica en anti-apartheid-activiste voor het Afrikaans Nationaal Congres (ANC). Tussen 2001 en 2023 bekleedde zij diverse ministerschappen in de Zuid-Afrikaanse regering.

## Biografie
Lindiwe Sisulu is een dochter van Walter Sisulu. Van 1975 tot 1976 werd Sisulu gedetineerd voor haar anti-apartheidsactiviteiten. Tijdens haar ballingschap van 1977 tot 1979 vervoegde ze de militaire vleugel van het ANC, Umkhonto we Sizwe, en specialiseerde zich in Veiligheidsdiensten. In 1990 werd ze de belangrijkste assistent van Jacob Zuma in de inlichtingendiensten van het ANC.
Vanaf 2001 diende Sisulu 22 jaar lang als minister in opeenvolgende Zuid-Afrikaanse regeringen. Zo was zij van 2001 tot 2004 minister van Staatsveiligheid onder president Thabo Mbeki en van 2004 tot 2009 minister van Huisvesting onder Mbeki en Kgalema Motlanthe. In het kabinet-Zuma I, geleid door president Jacob Zuma, was zij minister van Defensie (2009–2012) en minister van Staatsdienst en Administratie (2012–2014). In het kabinet-Zuma II was ze van 2014 tot 2018 minister van Menselijke Nederzettingen.
Na het aantreden van president Cyril Ramaphosa in 2018 werd Sisulu minister van Buitenlandse Relaties en Samenwerking in het kabinet-Ramaphosa I. In het tweede kabinet-Ramaphosa, dat aantrad in 2019, was ze aanvankelijk opnieuw minister van Menselijke Nederzettingen (alsmede van Water en Sanitair) en van 2021 tot 2023 minister van Toerisme.
Sisulu stelde zich in 2017 verkiesbaar voor het voorzitterschap van het ANC, maar trok zich later terug om de kandidatuur van Cyril Ramaphosa te steunen. In de strijd om het vicevoorzitterschap werd ze daarna verslagen door David Mabuza.